# Pirapora do Bom Jesus
Pirapora do Bom Jesus é um município brasileiro do estado de São Paulo. Está localizado na Zona Oeste da Grande São Paulo, em conformidade com a lei estadual nº 1.139, de 16 de junho de 2011 e, consequentemente com o Plano de Desenvolvimento Urbano Integrado da Região Metropolitana de São Paulo (PDUI).

## Topônimo
Seu nome tem origem tupi e significa "pulo do peixe", através da junção dos termos pirá ("peixe") e pora ("pulo"). O nome é uma referência ao fato de, no período da desova dos peixes, eles saltarem sobre a água para vencer as corredeiras do rio e, desse modo, poderem alcançar a cabeceira dos rios, que são locais mais propícios à desova.

## História
Em 1725, a imagem de madeira do Senhor Bom Jesus, santo padroeiro da cidade, foi encontrada numa corredeira, apoiada numa pedra do Rio Tietê.
Tornou-se município em 1959, quando se emancipou de Santana de Parnaíba.

## Demografia

### População
| Crescimento populacional                             | Crescimento populacional | Crescimento populacional | Crescimento populacional |
| Ano                                                  | População Total          |                          | %±                       |
| ---------------------------------------------------- | ------------------------ | ------------------------ | ------------------------ |
| 1960                                                 | 2 490                    |                          | —                        |
| 1970                                                 | 3 694                    |                          | 48,4%                    |
| 1980                                                 | 4 814                    |                          | 30,3%                    |
| 1991                                                 | 7 956                    |                          | 65,3%                    |
| 2000                                                 | 12 395                   |                          | 55,8%                    |
| 2010                                                 | 15 733                   |                          | 26,9%                    |
| 2022                                                 | 18 370                   |                          | 16,8%                    |
| Est. 2024                                            | 18 836                   | [ 9 ]                    | 2,5%                     |
| Fontes: Censos Demográficos IBGE e Estimativas SEADE |                          |                          |                          |

### Dados demográficos
A população estimada em 2009 era de 15 706 habitantes e a área é de 108km², o que resulta numa densidade demográfica de 127,43 habitantes por quilômetro quadrado.
Dados do Censo - 2000
População total: 12 395
- Urbana: 12 388
- Rural: 7
- Homens: 6 210
- Mulheres: 6 185

Densidade demográfica (habitantes/km²): 111,77
Mortalidade infantil até 1 ano (por mil): 19,88
Expectativa de vida (anos): 69,21
Taxa de fecundidade (filhos por mulher): 2,91
Taxa de alfabetização: 89,65%
Índice de Desenvolvimento Humano (IDH-M): 0,767
- IDH-M Renda: 0,686
- IDH-M Longevidade: 0,737
- IDH-M Educação: 0,877

Fonte: Instituto de Pesquisa Econômica Aplicada

## Geografia
Seus limites são Cabreúva e Jundiaí a norte, Cajamar a leste, Santana de Parnaíba a sul e Araçariguama a oeste.
Pirapora do Bom Jesus situa-se a uma altitude média de setecentos metros.
A cidade fica num vale encravada entre grandes montanhas da Serra do Voturuna, a beira do Rio Tietê, bastante poluído neste trecho.  Fica a 53km da cidade de São Paulo, próxima à Rodovia Castello Branco.
No início do povoamento, o rio serviu como via de transporte, comunicação, energia, subsistência, irrigação e lazer.
A Serra do Voturuna, que cerca a cidade, é tombada pelo Conselho de Defesa do Patrimônio Histórico. Seu nome é de origem tupi e significa "Montanha Negra", através da junção dos termos ybytyra ("montanha") e un ("negro"). O nome é uma referência à cobertura de vegetação de tonalidade escura, que, em determinadas épocas do ano, chega a escurecer a paisagem do entorno da cidade. Possui nascentes de água e cachoeiras, inclusive vertentes que abastecem o município.
O Rio Tietê corta o centro velho da cidade e por vezes, pode-se observar tapetes de espuma sobre suas águas. Este fato ocorre devido à proximidade da cidade com a Barragem de Pirapora do Bom Jesus, que tem por finalidade acumular água, para atender à Usina Hidroelétrica de Rasgão, que se situa pouco mais abaixo.
As águas poluídas do Tietê, quando passam pelos seus vertedouros ou pela sua tubulação interna de descarga, acabam por produzir muita espuma, proveniente da contaminação da água por dejetos domésticos, notadamente detergente.
O clima é subtropical, com temperatura média anual girando em torno dos dezoito graus centígrados e precipitação média de 1 381 milímetros por ano. 
Clima: O clima da cidade, como em toda a Região Metropolitana de São Paulo, é o subtropical. Verão pouco quente e chuvoso. Inverno ameno e subseco. A média de temperatura anual gira em torno dos 18Cº, sendo o mês mais frio julho (Média de 14°C) e o mais quente fevereiro (Média de 22°C). O índice pluviométrico anual fica em torno de 1400mm.
| Dados climatológicos para Pirapora do Bom Jesus | Dados climatológicos para Pirapora do Bom Jesus | Dados climatológicos para Pirapora do Bom Jesus | Dados climatológicos para Pirapora do Bom Jesus | Dados climatológicos para Pirapora do Bom Jesus | Dados climatológicos para Pirapora do Bom Jesus | Dados climatológicos para Pirapora do Bom Jesus | Dados climatológicos para Pirapora do Bom Jesus | Dados climatológicos para Pirapora do Bom Jesus | Dados climatológicos para Pirapora do Bom Jesus | Dados climatológicos para Pirapora do Bom Jesus | Dados climatológicos para Pirapora do Bom Jesus | Dados climatológicos para Pirapora do Bom Jesus | Dados climatológicos para Pirapora do Bom Jesus |
| Mês                                             | Jan                                             | Fev                                             | Mar                                             | Abr                                             | Mai                                             | Jun                                             | Jul                                             | Ago                                             | Set                                             | Out                                             | Nov                                             | Dez                                             | Ano                                             |
| ----------------------------------------------- | ----------------------------------------------- | ----------------------------------------------- | ----------------------------------------------- | ----------------------------------------------- | ----------------------------------------------- | ----------------------------------------------- | ----------------------------------------------- | ----------------------------------------------- | ----------------------------------------------- | ----------------------------------------------- | ----------------------------------------------- | ----------------------------------------------- | ----------------------------------------------- |
| Temperatura máxima média (°C)                   | 26,5                                            | 26,4                                            | 25,8                                            | 24,1                                            | 22,2                                            | 21,1                                            | 21                                              | 22                                              | 23,1                                            | 23,9                                            | 25,1                                            | 25,8                                            | 23,9                                            |
| Temperatura média (°C)                          | 21,6                                            | 21,7                                            | 21                                              | 19                                              | 16,9                                            | 15,5                                            | 15,2                                            | 16,2                                            | 17,6                                            | 18,7                                            | 20                                              | 20,8                                            | 18,7                                            |
| Temperatura mínima média (°C)                   | 16,7                                            | 17                                              | 16,2                                            | 14                                              | 11,6                                            | 10                                              | 9,4                                             | 10,4                                            | 12,1                                            | 13,6                                            | 15                                              | 15,8                                            | 13,5                                            |
| Precipitação (mm)                               | 231                                             | 211                                             | 157                                             | 64                                              | 53                                              | 51                                              | 40                                              | 36                                              | 68                                              | 128                                             | 132                                             | 197                                             | 1 368                                           |
| Fonte: Climate-Data.org                         |                                                 |                                                 |                                                 |                                                 |                                                 |                                                 |                                                 |                                                 |                                                 |                                                 |                                                 |                                                 |                                                 |

## Infraestrutura

### Comunicações
O sistema de telefones automáticos foi inaugurado na cidade em 1977 pela Telecomunicações de São Paulo (TELESP), que também implantou o sistema de discagem direta à distância (DDD) em 1982 com o código de área (011). Anteriormente a cidade era atendida pela Companhia Telefônica Brasileira (CTB).

## Turismo
É uma cidade turística, famosa pelas romarias que recebe, onde ciclistas, pedestres, charreteiros, cavaleiros e veículos motorizados chegam para reverenciar a imagem de Bom Jesus.

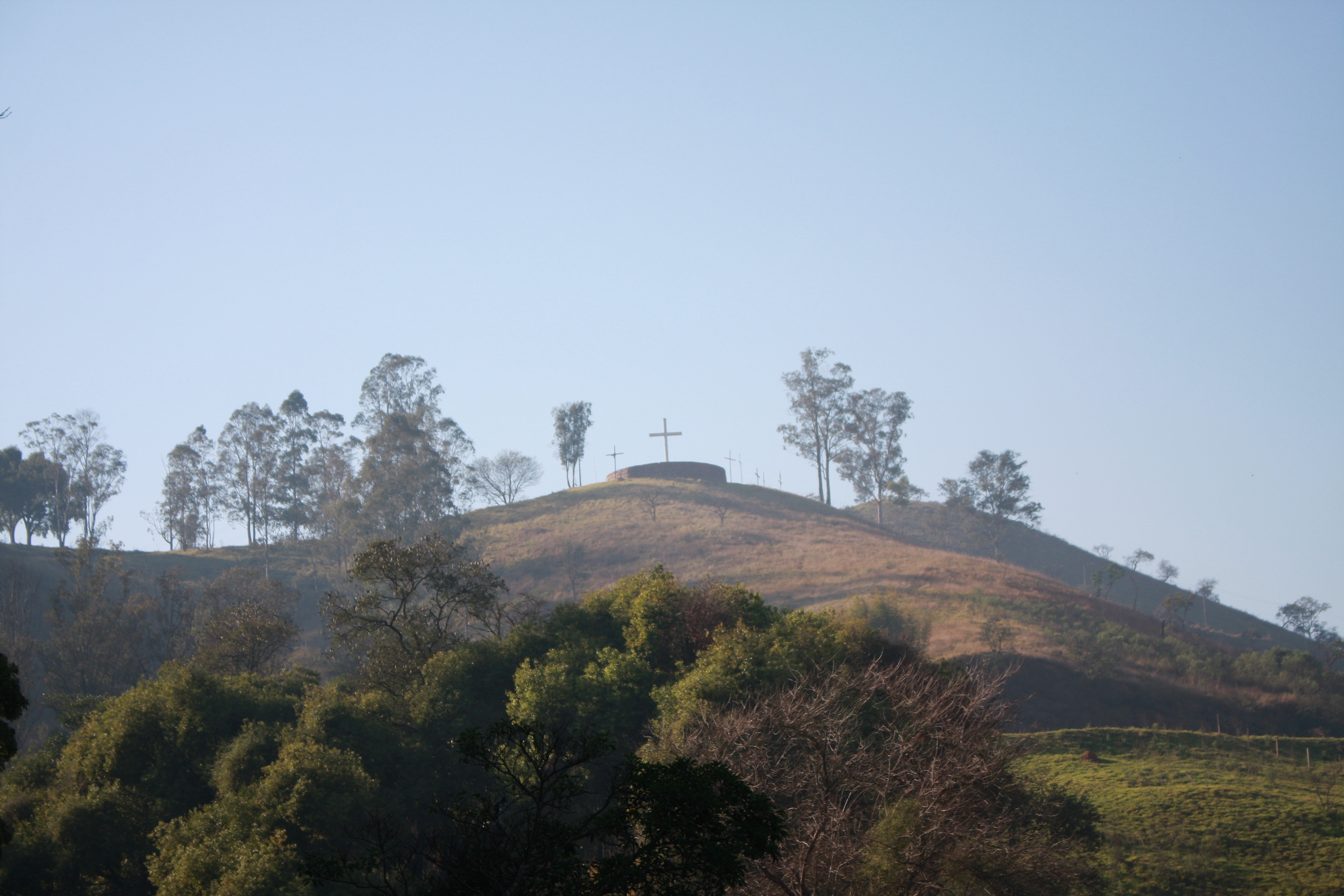
Morro da Cruz.

Na cidade, o visitante encontra o primeiro Santuário Cristocêntrico do Brasil, cuja origem teve início em 1725, quando foi descoberta, em uma corredeira, a imagem do Bom Jesus. A capela inicialmente construída no local deu lugar a outra feita de madeira. Em 1845 iniciou-se a construção da atual igreja (concluída em 1887), que abriga famosa escultura de Cristo, com cabelos naturais. A escultura está localizada no altar-mor, protegida por uma redoma de vidro a prova de balas e é acessada pela lateral da igreja.
Até hoje, a cidade continua recebendo um número bastante significativo de romeiros tanto em datas religiosas quanto em fins de semanas normais. A Secretaria da Cultura e Turismo da cidade estima que cerca de 600 000 pessoas vão anualmente a Pirapora do Bom Jesus, perdendo em número de romeiros apenas para Aparecida (popularmente conhecida como Aparecida do Norte)

## Galeria de fotos

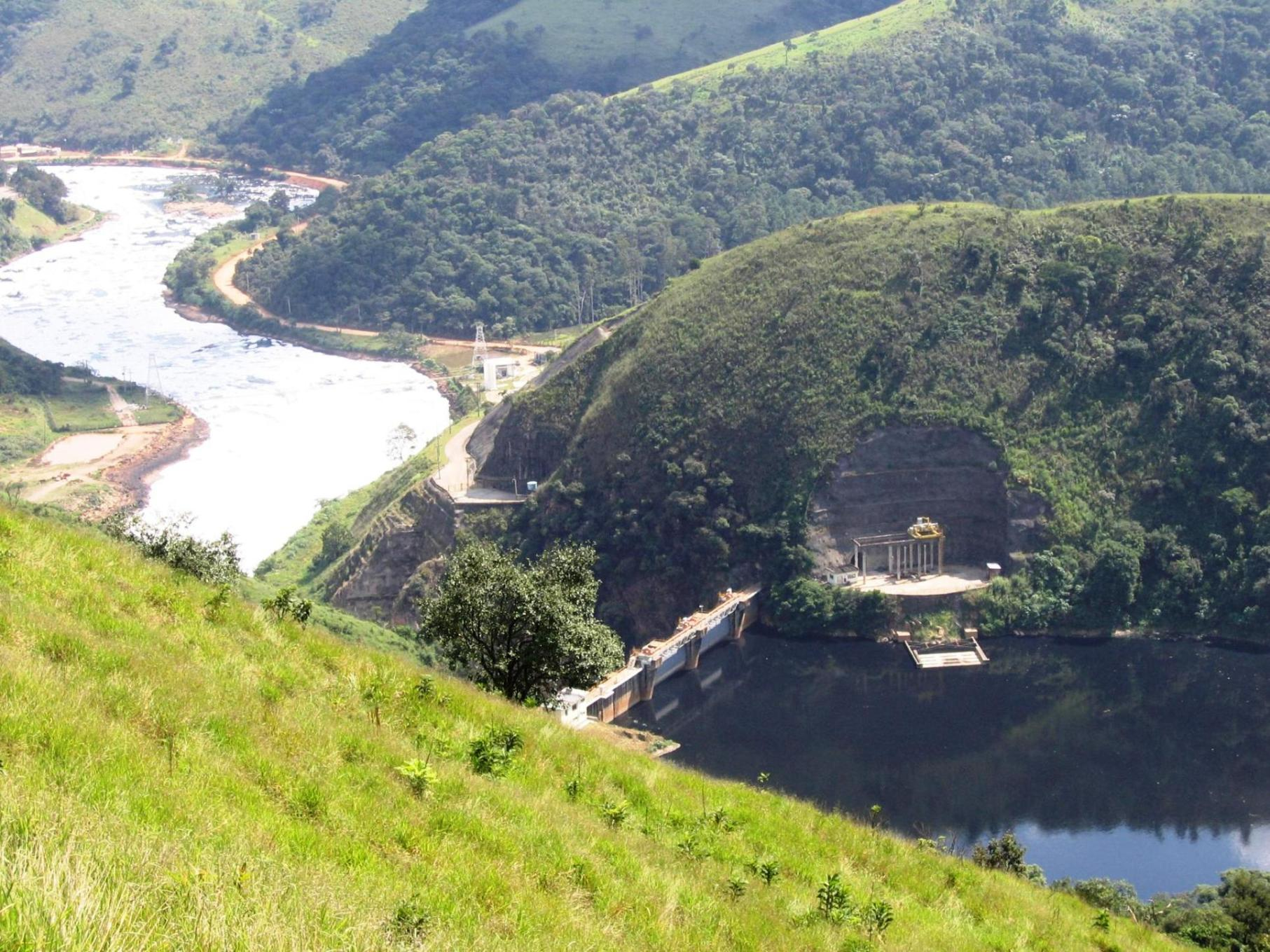
Barragem de Pirapora do Bom Jesus
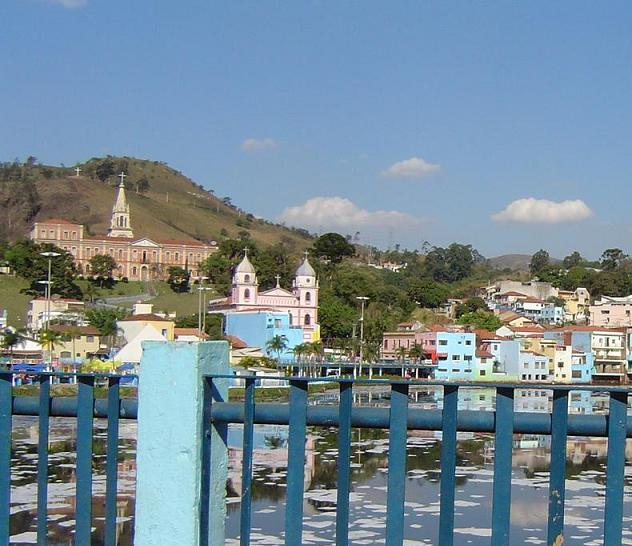
Ponte sobre o Rio Tietê em Pirapora do Bom Jesus
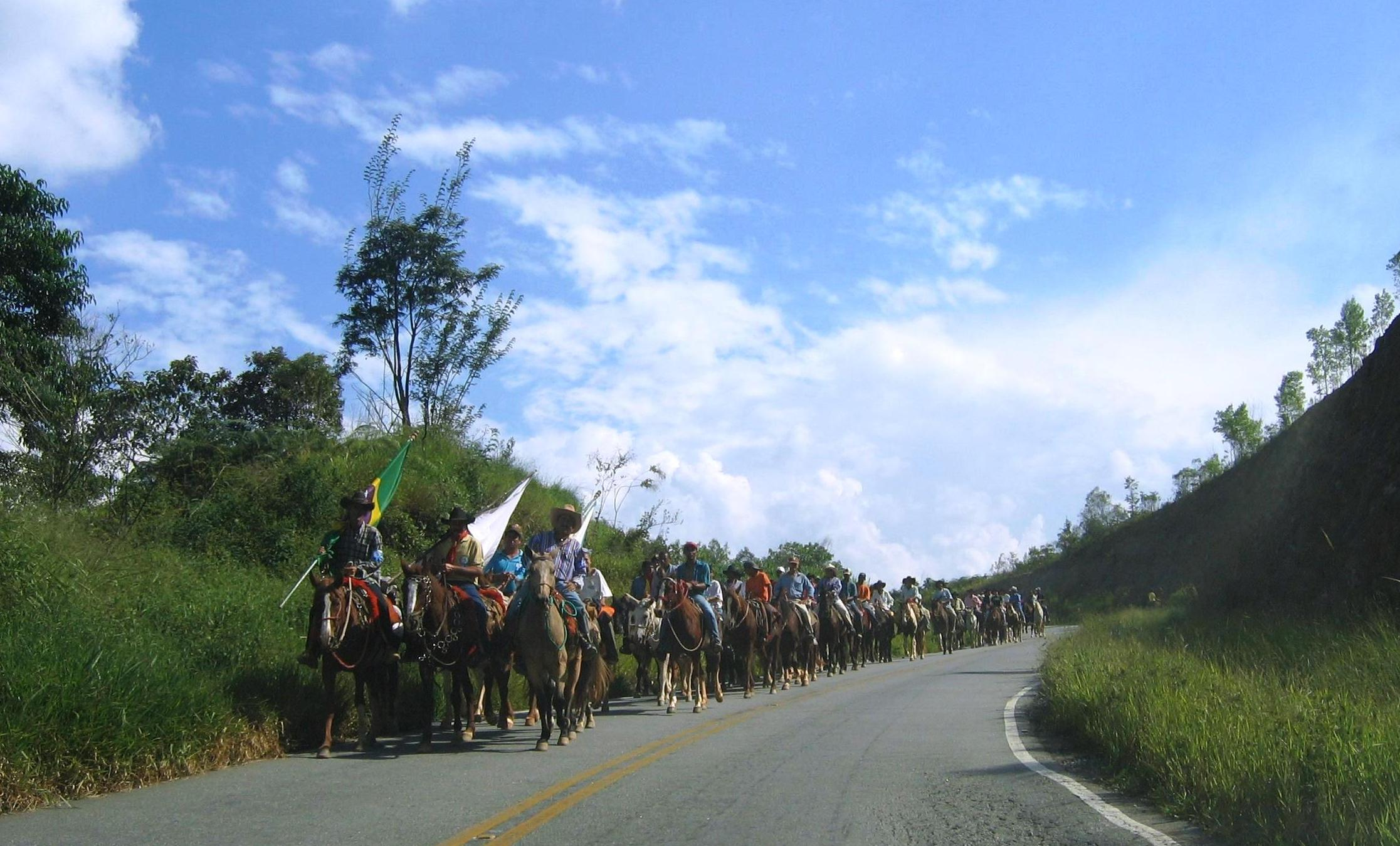
Romeiros a cavalo dirigindo-se a Pirapora do Bom Jesus
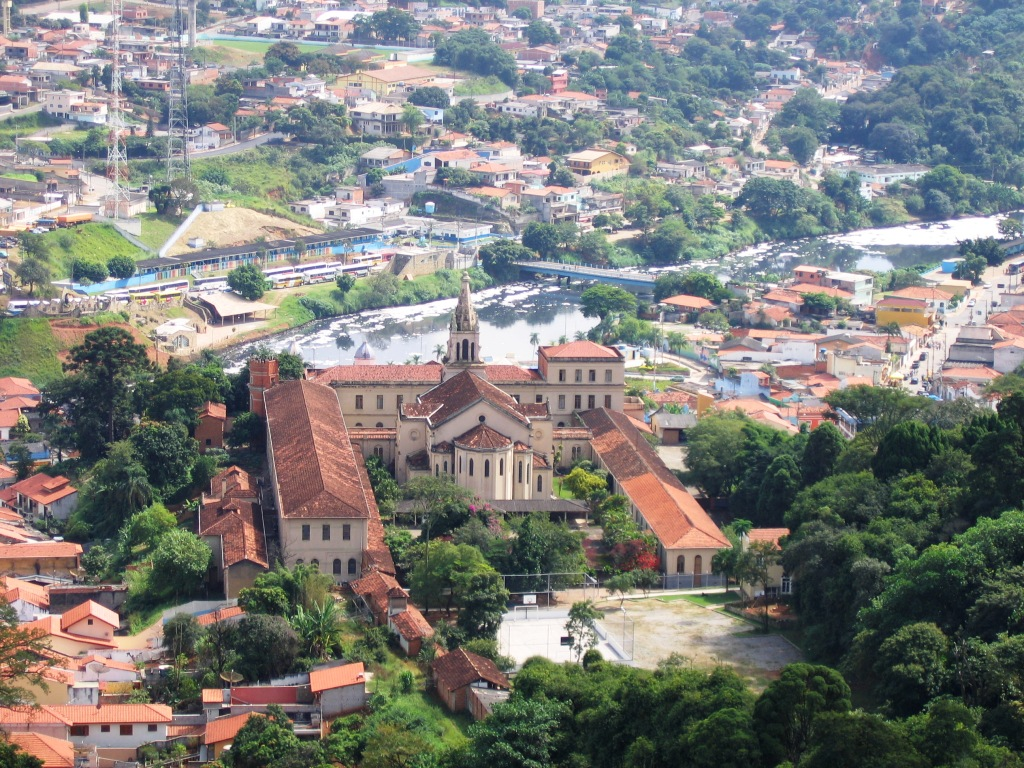
Vista aérea por trás da Igreja do Bom Jesus